# Montenegro (Kolumbia)
Montenegro – miasto w Kolumbii, w departamencie Quindío.